# Sanie la Jocurile Olimpice de iarnă din 2018 - Ștafetă pe echipe
Proba de sanie, ștafetă pe echipe de la Jocurile Olimpice de iarnă din 2018 de la Pyeongchang, Coreea de Sud a avut loc pe 15 februarie 2018 la Olympic Sliding Centre.

## Program
Orele sunt orele Coreei de Sud (ora României + 7 ore).
| Dată         | Ora         | Rundă  |
| ------------ | ----------- | ------ |
| 15 februarie | 21:30-22:45 | Finala |

## Rezultate
Ștafeta a fost compusă din probele: simplu feminin, simplu masculin și dublu masculin.
| Loc | Număr de concurs | Sportivi                                                                | Țară                        | Simplu feminin | Simplu masculin | Dublu masculin | Total    | În plus |
| --- | ---------------- | ----------------------------------------------------------------------- | --------------------------- | -------------- | --------------- | -------------- | -------- | ------- |
| 1   | 13–1 13–2 13–3   | Natalie Geisenberger Johannes Ludwig Tobias Wendl / Tobias Arlt         | Germania                    | 46,870         | 48,822          | 48,825         | 2:24,517 | —       |
| 2   | 11–1 11–2 11–3   | Alex Gough Samuel Edney Tristan Walker / Justin Snith                   | Canada                      | 47,099         | 48,820          | 48,953         | 2:24,872 | +0,355  |
| 3   | 12–1 12–2 12–3   | Madeleine Egle David Gleirscher Peter Penz / Georg Fischler             | Austria                     | 47,122         | 48,758          | 49,108         | 2:24,988 | +0,471  |
| 4   | 10–1 10–2 10–3   | Summer Britcher Chris Mazdzer Matthew Mortensen / Jayson Terdiman       | Statele Unite ale Americii  | 47,266         | 48,660          | 49,165         | 2:25,091 | +0,574  |
| 5   | 9–1 9–2 9–3      | Andrea Vötter Dominik Fischnaller Ivan Nagler / Fabian Malleier         | Italia                      | 47,078         | 48,827          | 49,188         | 2:25,093 | +0,576  |
| 6   | 8–1 8–2 8–3      | Ulla Zirne Kristers Aparjods Andris Šics / Juris Šics                   | Letonia                     | 47,369         | 48,891          | 49,055         | 2:25,315 | +0,798  |
| 7   | 7–1 7–2 7–3      | Ekaterina Baturina Roman Repilov Alexander Denisyev / Vladislav Antonov | Sportivii Olimpic ai Rusiei | 47,523         | 48,615          | 49,211         | 2:25,349 | +0,832  |
| 8   | 5–1 5–2 5–3      | Ewa Kuls-Kusyk Maciej Kurowski Wojciech Chmielewski / Jakub Kowalewski  | Polonia                     | 47,711         | 49,134          | 49,568         | 2:26,413 | +1,896  |
| 9   | 6–1 6–2 6–3      | Aileen Frisch Lim Nam-kyu Park Jin-yong / Cho Jung-myung                | Coreea de Sud               | 47,211         | 49,854          | 49,478         | 2:26,543 | +2,026  |
| 10  | 4–1 4–2 4–3      | Raluca Strămăturaru Valentin Crețu Cosmin Atodiresei / Ștefan Musei     | România                     | 47,097         | 49,609          | 50,138         | 2:26,844 | +2,327  |
| 11  | 2–1 2–2 2–3      | Katarina Šimoňáková Jozef Ninis Marek Solčanský / Karol Stuchlák        | Slovacia                    | 48,032         | 49,326          | 49,635         | 2:26,993 | +2,476  |
| 12  | 3–1 3–2 3–3      | Tereza Nosková Ondřej Hyman Lukáš Brož / Antonín Brož                   | Cehia                       | 48,238         | 49,178          | 49,645         | 2:27,061 | +2,544  |
| 13  | 1–1 1–2 1–3      | Olena Shkhumova Anton Dukach Oleksandr Obolonchyk / Roman Zakharkiv     | Ucraina                     | 51,503         | 49,135          | 50,365         | 2:31,003 | +6,486  |